# Slepé rameno Odry (Výškovice)
Slepé rameno Odry Ostrava Výškovice se nachází na toku řeky Odry v Ostravě Výškovicích v Moravskoslezském kraji. Přestože má přímo v pojmenování uvedeno "slepé rameno", jedná se vlastně o mrtvé rameno, jelikož je od toku Odry odděleno na obou koncích. Má tvar nepravidelného oblouku vypouklého k východu a je rozděleno umělými násypy na menší severní část a střední část a větší jižní část. Slepé rameno se nachází na pravém břehu řeky Odry a jsou na něm také mosty. Slepé rameno je názorným dokladem, kudy tekla a meandrovala řeka Odra předtím, než byla člověkem zregulována. Rameno má největší délku asi 600 m a jeho šířka se pohybuje od přibližně 10 m do 60 metrů a po obvodu má přibližně délku 2,3 km. Místo se nachází v lesích a lukách a nabízí oázu klidu s množstvím živočichů a rostlin. Blíže např.

## Další informace
Slepé rameno vzniklo plánovanou regulací (napřímením) řeky Odry ve 30. letech 20. století.
Přístupnost k místu je nejjednodušší od řeky Odry nebo od ulic Husarova či Řadová v Ostravě Výškovicích. Východní svahy nad slepým ramenem jsou svažité.
Slepé rameno je také rybářským rajónem.
Severním směrem, po proudu řeky Odry se nachází Slepé rameno Odry (Zábřeh).

## Galerie

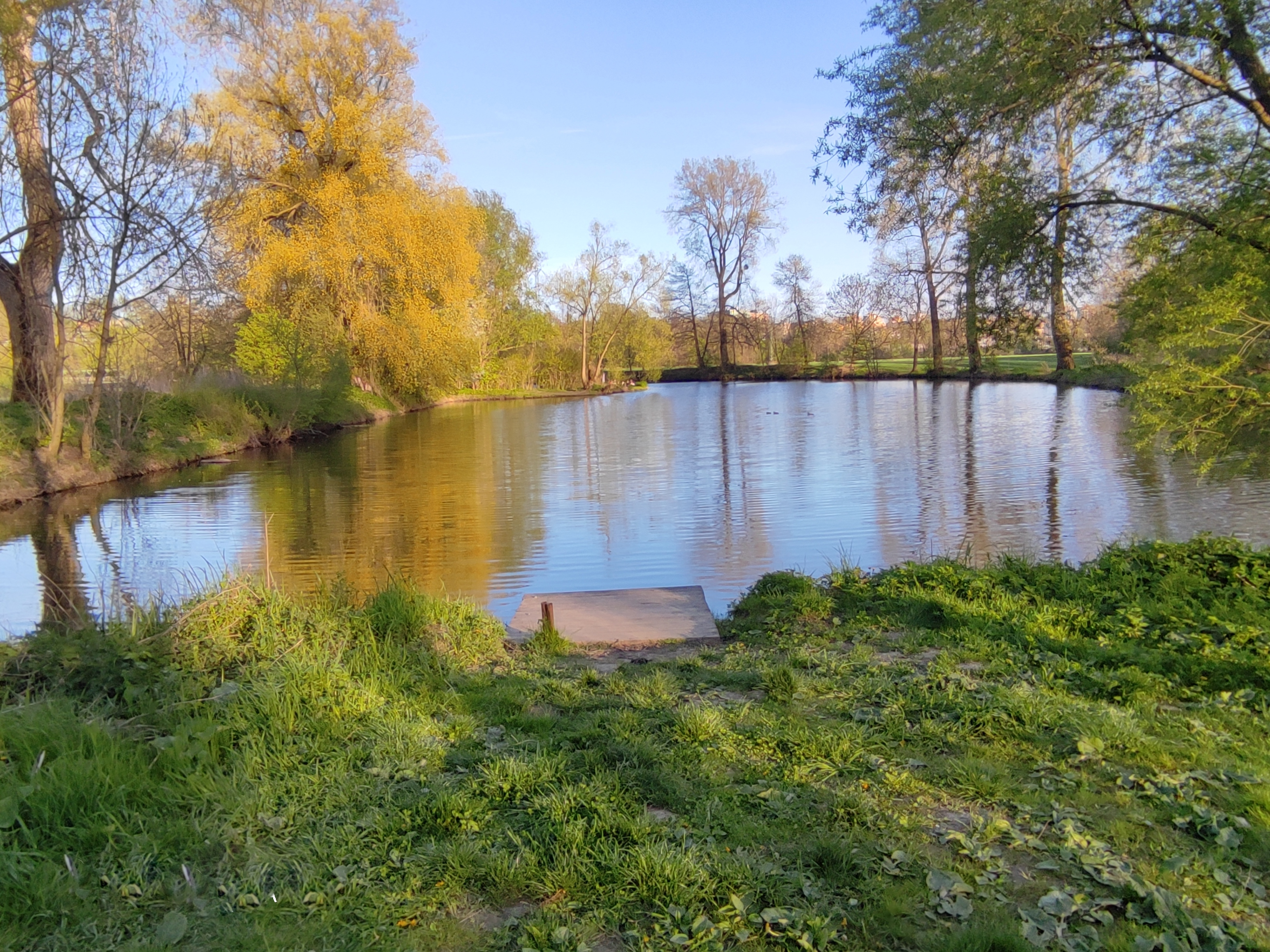
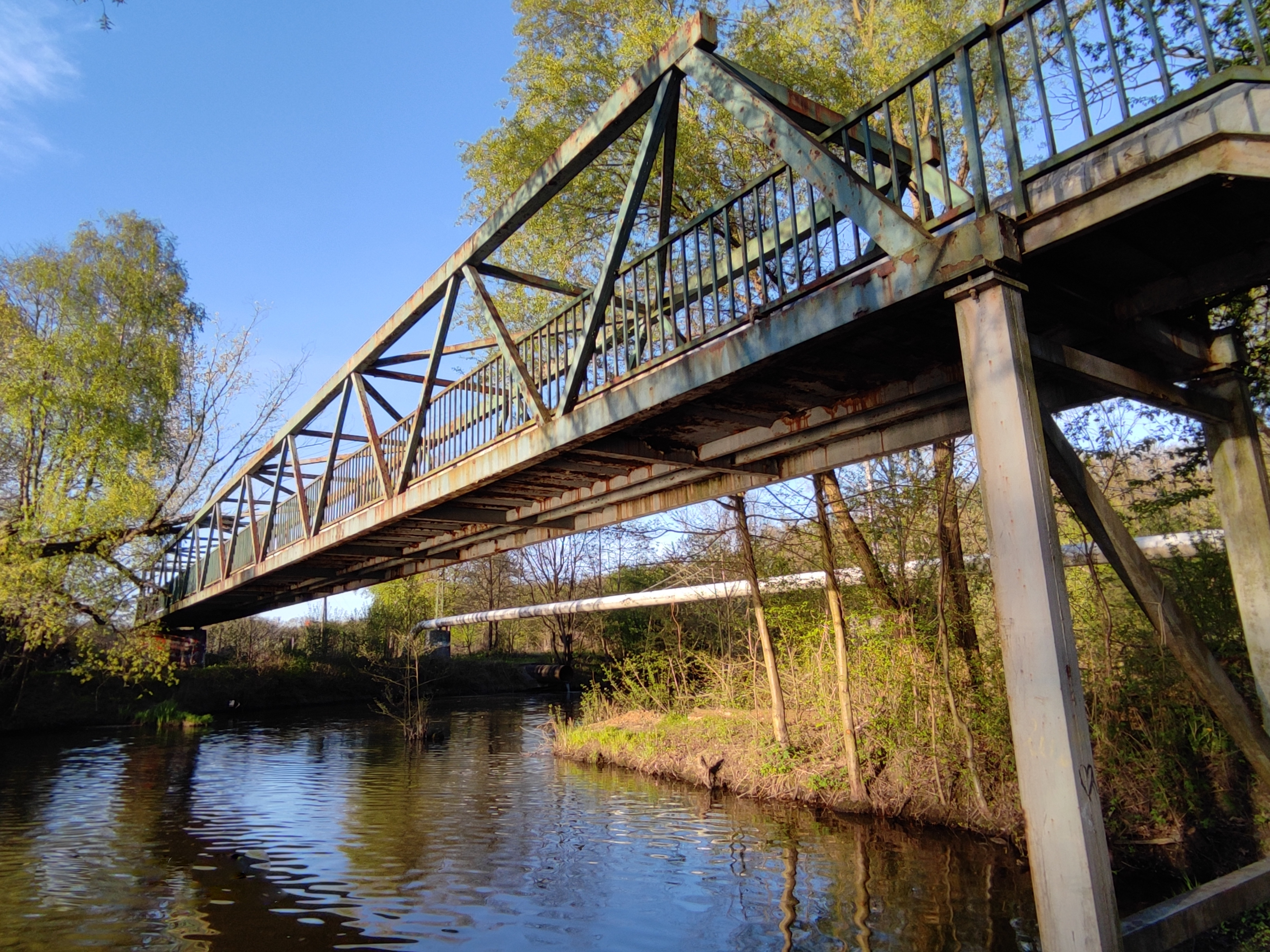